# Radków

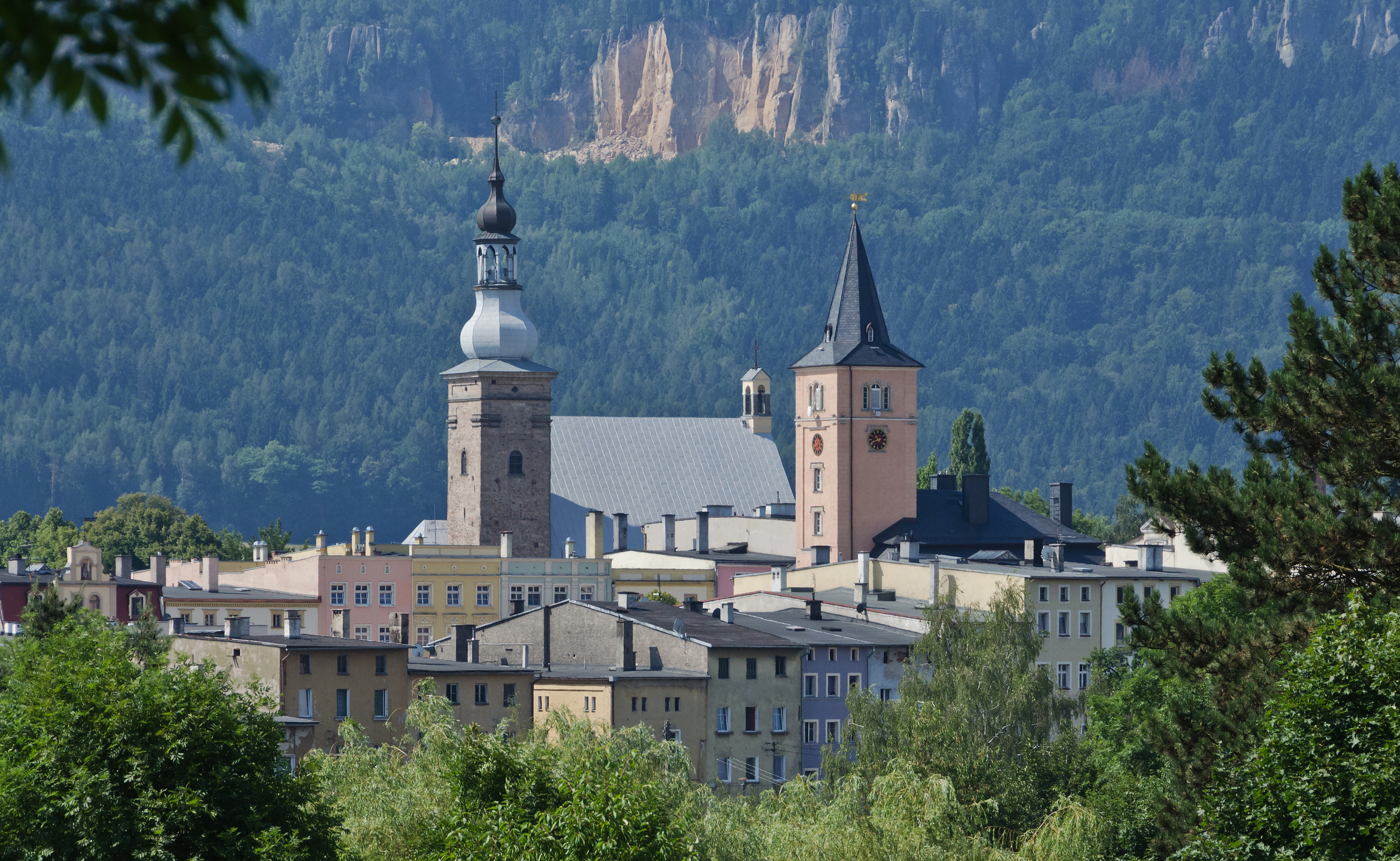
Panorama der Altstadt mit den Türmen der St.-Dorothea-Kirche und des Rathauses

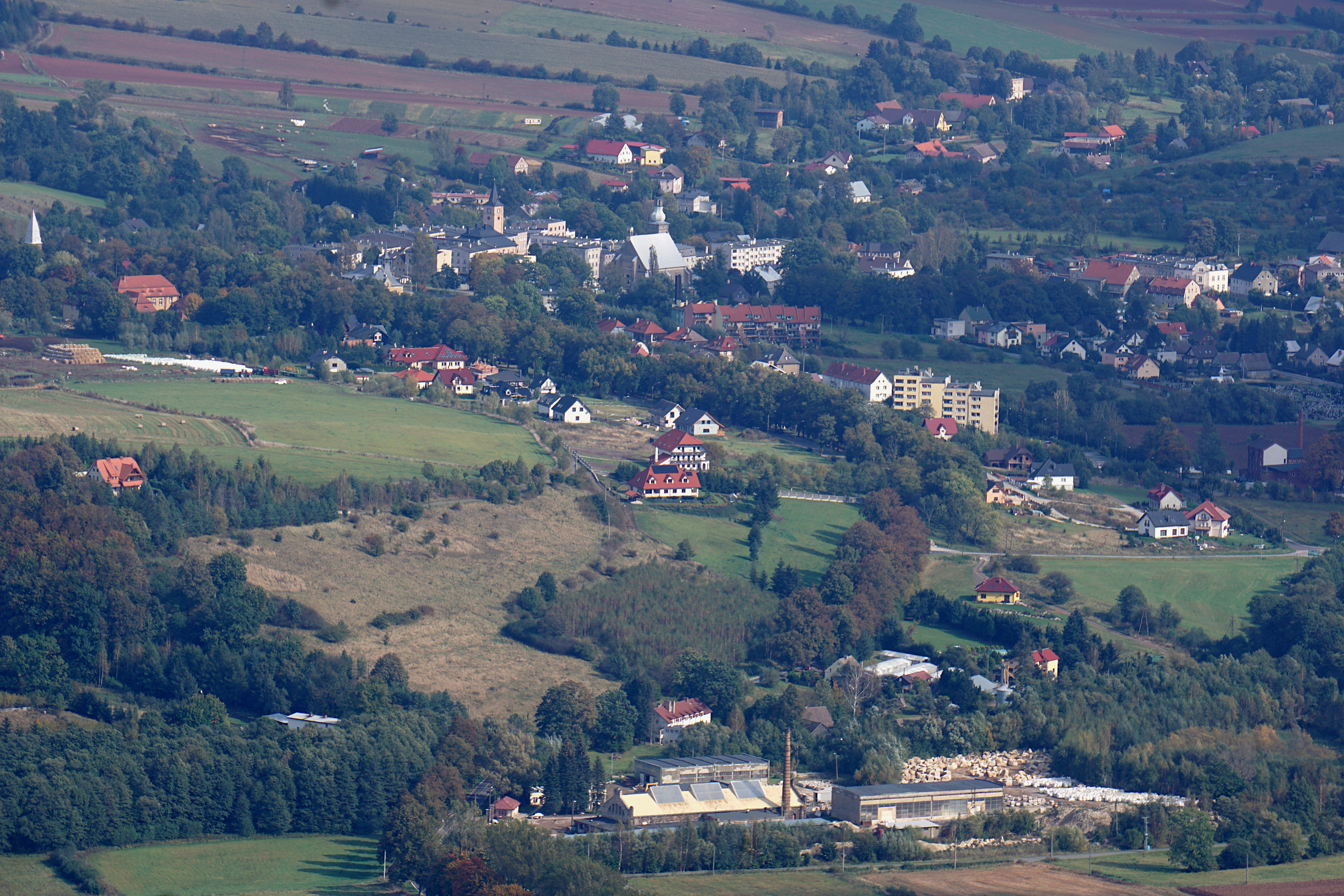
Wünschelburg von der Großen Heuscheuer aus gesehen

Radków (bis Anfang Mai 1946: Wünschelburg; glätzisch Wenschelborg; schlesisch Wenschbrich, auch Wünschbrig; tschechisch Hrádek, auch Radkov; vormals auch Radek bzw. Vinšlburk) ist eine Stadt in der Stadt- und Landgemeinde Radków 8968 Einwohnern (Stand 31. Dezember 2020) im Powiat Kłodzki der Woiwodschaft Niederschlesien in Polen.

## Geographische Lage
Die Stadt liegt im Südwesten des Glatzer Kessels an der Posna (Rathener Wasser, vormals Pause bzw. Pauße), die im Heuscheuergebirge entspringt und bei Ścinawka Średnia (Mittelsteine) in die Steine mündet. Durch den Ort verläuft die Droga wojewódzka 387 (Heuscheuerstraße).
Nachbarorte sind Ratno Górne (Oberrathen) und Ratno Dolne (Niederrathen) im Osten, Wambierzyce (Albendorf) im Südosten, Karłówek (Klein Karlsberg) und  Karłów (Karlsberg) im Südwesten, Pasterka (Passendorf) im Westen sowie Gajów (Reichenforst) und Tłumaczów (Tuntschendorf) im Nordosten. Jenseits der Grenze zu Tschechien, die im Nordwesten verläuft, liegen im Westen Studená Voda (Kaltwasser), im Nordwesten Božanov (Barzdorf) und Martinkovice (Märzdorf) und im Norden Otovice (Ottendorf).
Stadtteile von Radków sind Skibin (Scheibau), Leśna (Siebenhuben) und Borek.

## Geschichte

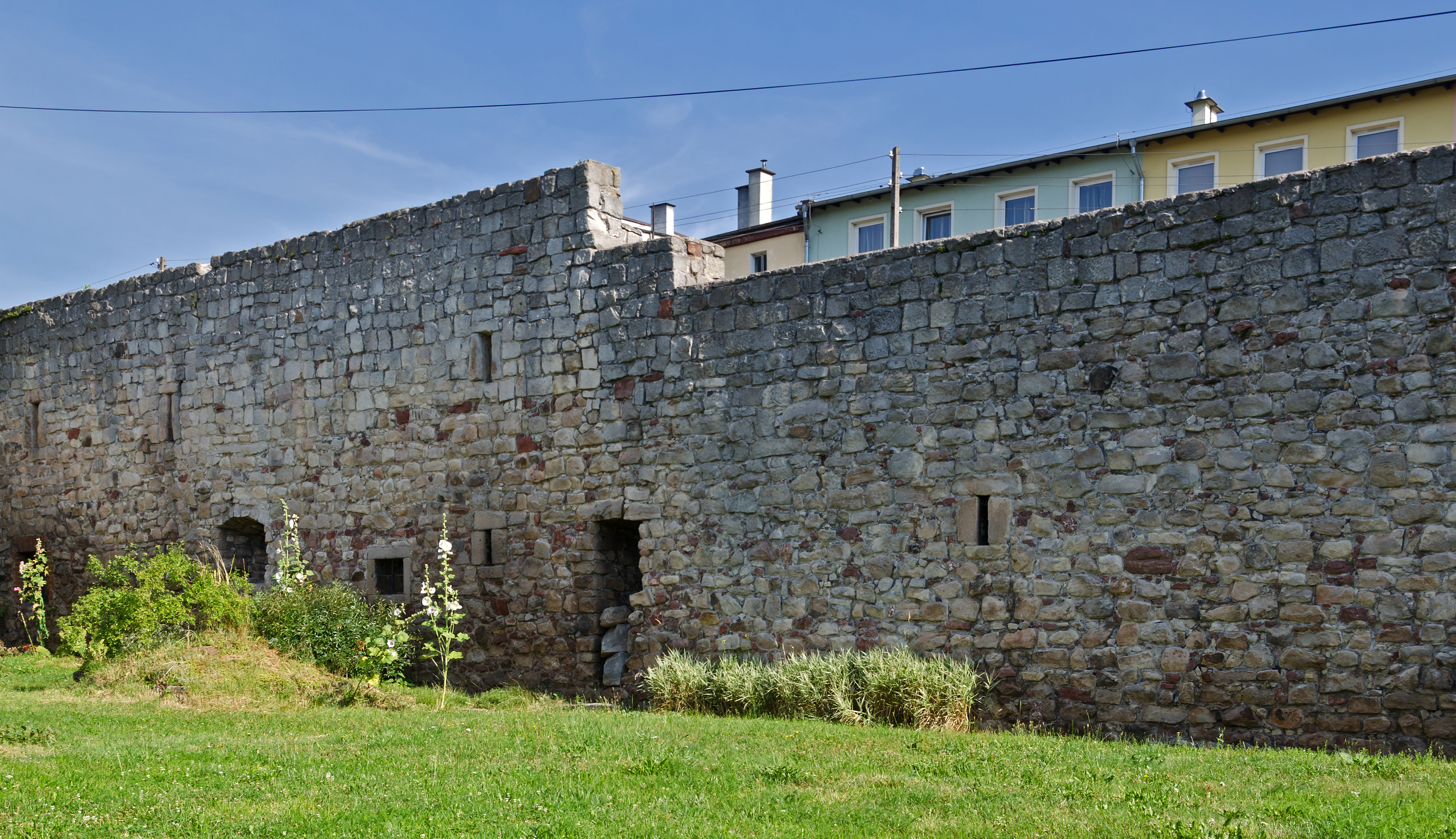
Erhaltene Reste der mittelalterlichen Befestigungsanlage

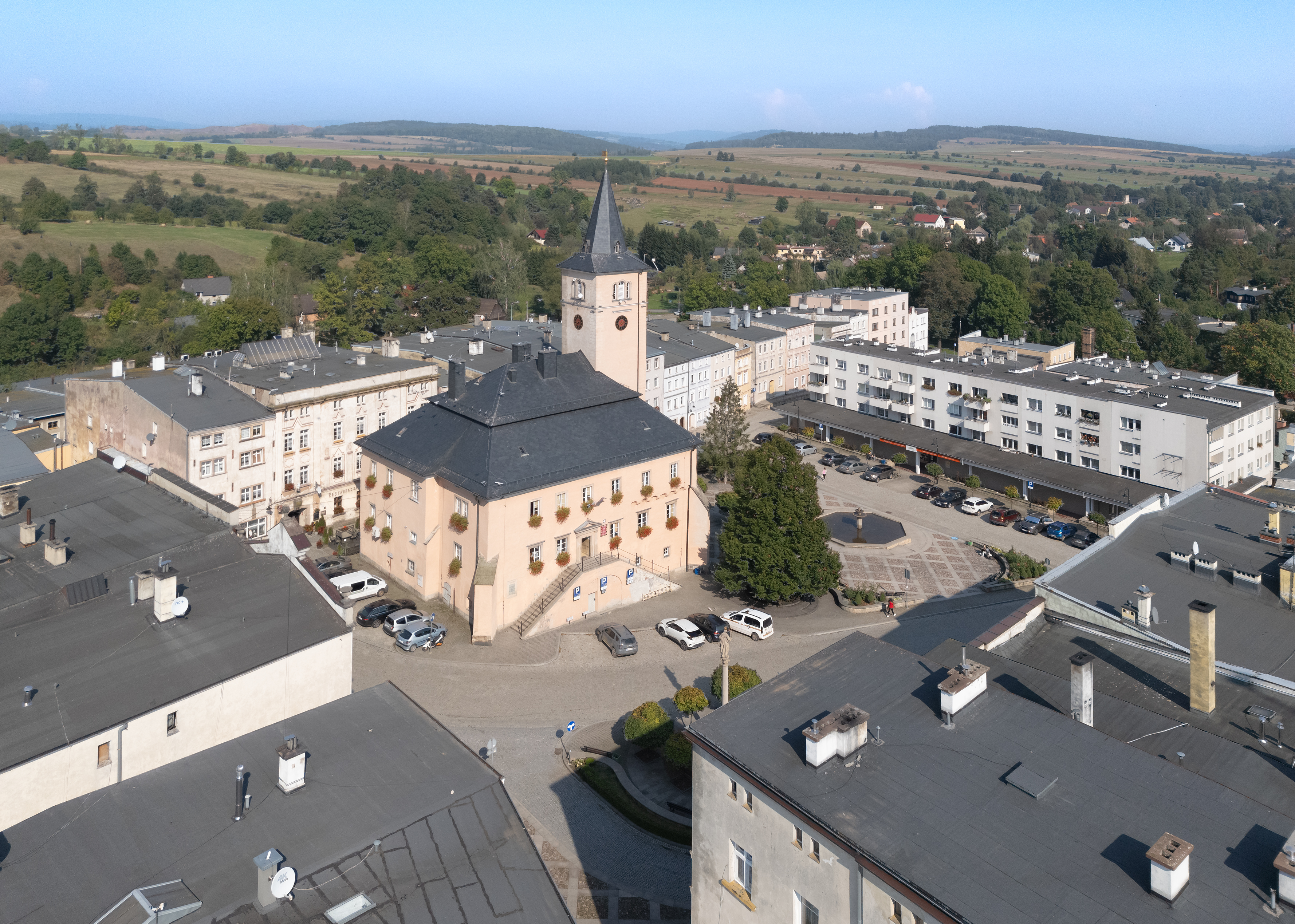
Rathaus am Ring

Pfarrkirche St. Dorothea

Wünschelburg gehörte zum böhmischen Glatzer Land, mit dem es von Anfang seine politische und kirchliche Zugehörigkeit teilte. Es wurde vermutlich vor 1290 gegründet, da für dieses Jahr die Bartholomäuskirche in der Vorstadt erwähnt wird. 1327 bestätigte der damalige Pfandherr der Grafschaft Glatz, Herzog Bolko II. von Münsterberg, den Städten Glatz, Landeck und Wünschelburg die bisherigen Privilegien. Da Wünschelburg damals noch eine offene Stadt war, gehörte sie zunächst zur landesherrlichen Kammer. Nachdem die Bewohner 1418 auf eigene Kosten die ovale Stadtanlage mit einer Mauer, in der sich vier Tore befanden, und einem Graben befestigt hatten, erteilte ihr 1418 der böhmische König Wenzel IV. mit einem Gnadenbrief das Privileg einer Böhmischen königlichen Stadt.
Während der Hussitenkriege wurde Wünschelburg 1425 mehrmals geplündert und niedergebrannt. Weitere Zerstörungen und Schäden wurden 1469 durch die Truppen des ungarischen Königs Matthias Corvinus verursacht, die von Braunau aus mehrmals unter ihrem Anführer Franz von Hag (František z Háje) in Wünschelburg einfielen. Nach dem Wiederaufbau folgte ein wirtschaftlicher Aufschwung, an dem die Tuchmacher und die Leinenweber großen Anteil hatten. 1485 war Zbinko von Buchau (Zbyněk z Buchova) Erbherr auf Wünschelburg und Rathen, der damals Hofmarschall des Glatzer Grafen Heinrich d. Ä. war. In der ersten Hälfte des 16. Jahrhunderts wurde Wünschelburger Tuch bis nach Italien geliefert.
Um 1550 setzte sich auch in Wünschelburg die Reformation durch. 1566 gewährte der Landesherr Maximilian II. zwei achttägige Jahrmärkte pro Jahr und 1574 erteilte er dem Magistrat das Recht, mit rotem Wachs zu siegeln. 1571–1580 errichtete die evangelische Bürgerschaft eine Pfarrkirche. Die ältere Bartholomäuskirche in der „Vorstadt“ diente von dieser Zeit an als Begräbniskirche.
1601 erwarb die Stadt Wünschelburg vom Landesherrn Rudolf II. die Kammergüter Passendorf, Nauseney und Brunnkress. Diese Orte hatten vormals zur Herrschaft Hummel gehört, die Ende des 16. Jahrhunderts aufgelöst worden war. Zugleich wurden alle drei Orte in die Pfarrei Wünschelburg eingegliedert. Ebenfalls 1601 erwarb die Stadt das östlich angrenzende Oberrathen.
Während der Reformation bekannten sich die Bewohner zum lutherischen Glauben. Wegen der Teilnahme an der „böhmischen Rebellion“ 1618 verlor Wünschelburg wie das ganze Glatzer Land seine landesherrlichen Privilegien. Nachdem die lutherischen Einwohner wieder zur katholischen „Religion ihrer Väter“ zurückgekehrt waren, erhielten sie die Pfarrkirche zu ihrem gottesdienstlichen Gebrauch wieder. 1629 erhielt die Stadt ihre vormaligen Privilegien von Kaiser Ferdinand II. zurück. Im Dreißigjährigen Krieg musste die Bevölkerung von Wünschelburg Einquartierungen und Plünderungen sowohl von den feindlichen Truppen als auch durch die Kaiserlichen erdulden. Zudem grassierte 1625, 1633 und 1680 die Pest, an der hunderte Menschen starben. Wegen Überschuldung musste die Stadt 1631 die Dörfer Oberrathen, Scheibau, Passendorf, Lauseney und Brunnkresse sowie das Richtergut in Tuntschendorf ihren Gläubigern überlassen. 1684 erwarb die Stadt von der kaiserlichen Veräußerungskommission die Erbgerechtigkeit des Bierverlags für die Dörfer Ober- und Niederrathen, Obersteine, Reichenforst, Passendorf, Brunnkresse, Scharfeneck und zwei Kretschame in Tuntschendorf.
1738 brannte fast die ganze Stadt nieder. Nach dem Ersten Schlesischen Krieg 1742 und endgültig nach dem Hubertusburger Frieden 1763 fiel Wünschelburg zusammen mit der Grafschaft Glatz an Preußen. Von den Drangsalierungen und Verheerungen in den Schlesischen Kriegen erholte sich die Stadt nur langsam. Da Wünschelburg nun eine Grenzstadt zu Böhmen war, musste ein Zollamt mit Filialen in Karlsberg und Tuntschendorf eingerichtet werden. Nach der Neugliederung Preußens gehörte Wünschelburg von 1815 an zur Provinz Schlesien, die in Landkreise aufgeteilt wurde. 1816–1853 war der Landkreis Glatz, 1854–1932 der Landkreis Neurode zuständig. Nach dessen Auflösung 1933 gehörte Wünschelburg bis 1945 wiederum zum Landkreis Glatz.
Die Anlage eines Fußweges nach Karlsberg und von dort auf die Felsenstadt der Heuscheuer im 18. Jahrhundert begünstigte die spätere Entwicklung des Fremdenverkehrs. Einer der ersten Benutzer dieses Weges war nach König Friedrich Wilhelm II. von Preußen Johann Wolfgang von Goethe, der vom 27. bis 29. August 1790 in Wünschelburg wohnte und an seinem 41. Geburtstag am 28. August zur Heuscheuer aufstieg. Wirtschaftliche Bedeutung erlangte der „Wünschelburger Korn“, der ab 1756 gebrannt wurde. Dagegen kam es um 1830 zum Niedergang der Tuch- und Leinenweberei; danach gewann die Wollweberei an Bedeutung. Der touristische Aufschwung wurde mit der in den Jahren 1867–1870 erbauten Heuscheuerstraße von Wünschelburg über Karlsberg nach Kudowa gefördert. Ab 1874 gehörte die Stadtgemeinde Wünschelburg zum gleichnamigen Ortspolizeibezirk.
Ab 1893 entwickelte sich die Sandsteinindustrie. Aus den bei Wünschelburg vom Berliner Architekten und Steinmetzen Carl Schilling (1876–1939) angelegten Steinbrüchen wurde Wünschelburger Sandstein für das Reichstagsgebäude und andere Berliner Bauten geliefert. Positiv wirkte sich auf die wirtschaftliche und die touristische Entwicklung die Eulengebirgsbahn aus, die Wünschelburg 1903 von Mittelsteine her erreichte. 1914 wurde das Bahnkraftwerk Mittelsteine errichtet, das die elektrifizierten Bahnstrecken Schlesiens mit Bahnstrom versorgte. 1933 wurde Oberrathen eingemeindet und 1934 die Stadtgemeinde Wünschelburg in Stadt Wünschelburg umbenannt.
Als Folge des Zweiten Weltkriegs fiel Wünschelburg 1945 wie fast ganz Schlesien an Polen und wurde Anfang Mai 1946 in Radków umbenannt. Die deutsche Bevölkerung wurde – soweit sie nicht schon vorher geflohen war – mit Sammeltransporten im März, Oktober und November 1946 von der örtlichen polnischen Verwaltungsbehörde aus Wünschelburg vertrieben. Zurückgehalten wurden etwa 50 Personen, die für die Sandsteinindustrie als unabkömmlich eingestuft wurden. Sie wurden in der Folgezeit ebenfalls vertrieben. Lediglich der alte Facharbeiter Schölpert sowie dessen Tochter, die ihm den Haushalt führte, durften bleiben. Die neu angesiedelten Bewohner kamen zum Teil aus Ostpolen, das an die Sowjetunion gefallen war. In den 1970er Jahren wurden westlich des Ortes ein Stausee sowie Ferienhäuser errichtet. Von 1975 bis 1998 gehörte Radków zur Woiwodschaft Wałbrzych (Waldenburg).

## Sehenswürdigkeiten

Filialkirche St. Andreas

- Die Pfarrkirche St. Dorothea (Kościół Św. Doroty) wurde 1570–1580 von den damals lutherischen Einwohnern der Stadt errichtet und hatte zunächst keinen Schutzpatron. Das Patronatsrecht über diese Kirche oblag dem böhmischen Landesherrn. Erst nach der Übergabe an die Katholiken 1624 wurde sie geweiht und als Patronin die Märtyrerin Dorothea bestimmt. 1667 wurde bei dieser Pfarrkirche die „Bruderschaft der schmerzhaften Mutter Gottes“ gegründet. Bei dem Stadtbrand von 1738 wurde auch die Kirche zerstört und danach wieder aufgebaut und barockisiert. Die Wandmalereien schuf der Braunauer Maler J. Hausdorf. 1928 wurden sie durch den Landecker Maler Leo Richter (1888–1958) restauriert.
- Die vormalige, 1290 erwähnte Pfarrkirche St. Bartholomäus in der „Vorstadt“ entstand vermutlich auf der Gemarkung von Rathen. Nach der Errichtung der neuen Pfarrkirche diente die Bartholomäuskirche als Begräbniskapelle. Sie wurde 1738 wegen Baufälligkeit abgerissen; ebenso der später errichtete Neubau, der wegen Baumängeln 1833 auch abgerissen werden musste.[14]
- Die Filialkirche St. Andreas (Kościół Św. Andrzeja) wurde 1905–1906 in Neubarock- und Jugendstilformen als evangelische Kirche errichtet. Seit 1945 dient sie als katholisches Gotteshaus.
- Das Rathaus wurde etwa um 1550 erbaut und 1609–1628 sowie 1750 erweitert. 1852 und 1882–1885 erfolgten Umbauten.
- Die Mariensäule auf dem Ring wurde nach der Pestepidemie von 1680 errichtet.
- Auf dem Ring stehen noch einige alte Barock- und Renaissancehäuser. Mehrere Häuser der Ringbebauung wurden nach 1945 dem Verfall preisgegeben.

## Einwohnerentwicklung
| Jahr      | 1787 | 1825 | 1905 | 1939 | 1961 | 1970 | 2020 |
| Einwohner | 863  | 1111 | 2769 | 2556 | 2542 | 2548 | 2401 |

## Gemeinde
Zur Stadt- und Landgemeinde Radków gehören die Stadt selbst und 12 Dörfer mit 11 Schulzenämtern.

## Partnerschaften
- Anröchte, Deutschland (seit 1954 Patenschaft, seit 2001 Gemeindepartnerschaft)[15]
- Machov, Tschechien

## Persönlichkeiten
- Georg Partack (* im 16. Jh.; † im 17. Jh.), verfasste 1592 ein lateinisches Lobgedicht auf die Stadt Wünschelburg
- Hanno Fischer (1924–2024), Flugzeugkonstrukteur
- Paul Nößler (1929–2018), Bergmann, Vertriebenenvertreter und nordrhein-westfälischer Kommunalpolitiker
- Norbert Reimann (* 1943), Historiker und Archivar
- Wolfgang Stumph (* 1946), Schauspieler und Kabarettist